# セルヒオ・ガデア

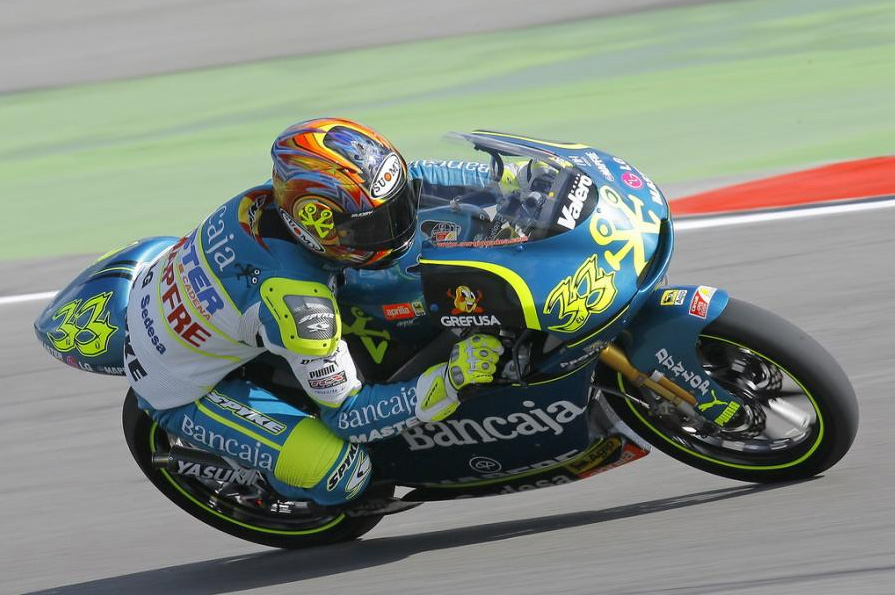
2007年 アスパー・アプリリア125cc

セルヒオ・ガデア・パニセージョ（Sergio Gadea Panisello, 1984年12月30日 - ）は、スペイン・バレンシア州バレンシア県プソル出身のオートバイレーサー。2010年シーズンはロードレース世界選手権Moto2クラスに参戦、2011年は同125ccクラスに参戦する。

## 経歴
レースデビューしたのは16歳の時と、グランプリライダーとしてはかなり遅かった。2003年にはスペイン国内ロードレース選手権(CEV)125ccクラスで、アルバロ・バウティスタに次ぐシリーズ2位に入った。
同2003年にはロードレース世界選手権125ccクラスにワイルドカード参戦でデビュー。地元スペインでのグランプリを中心に4戦に出場した。翌2004年はホルヘ・マルチネス率いるチーム・アスパーからフル参戦を開始、数周だけトップを走行した最終戦バレンシアGPで5位に入ったのがベストリザルトとなり、シリーズランキング19位を記録した。
2005年、ガデアは第4戦フランスGPで初表彰台となる2位に入り、最終戦バレンシアGPでは初のポールポジションを記録、シリーズ12位に入った。2006年は5度表彰台(2位1回、3位4回)に立ち、シリーズ5位と成績を伸ばしていった。
そして2007年、ガデアは第5戦フランスGPで初優勝を遂げた。この年はチームメイトのガボール・タルマクシとエクトル・ファウベルが活躍しそれぞれシリーズ1位、2位を獲得したが、ガデアのランキングは7位に終わった。翌2008年は開幕前のテストで右鎖骨を亜脱臼したものの、開幕戦カタールGPでは自身2勝目を挙げる幸先の良いスタートを切った。ところがその後は調子を落とし、表彰台に立つことも叶わずにシリーズ12位に沈んでしまった。
フル参戦6年目を迎えた2009年は、チームメイトのフリアン・シモン、ブラッドリー・スミスの活躍(それぞれシリーズ1位、2位)には及ばないものの、第6戦ダッチTTで優勝するなど5度の表彰台に立ち、シリーズ5位に入った。
2010年シーズンは長年在籍したアスパー・チームを去り、シト・ポンス率いるポンス・カレックス・チームから、新しく始まったMoto2クラスに参戦した。ガデアは第4戦イタリアGPで2位表彰台を獲得、他には3度6位入賞を果たすなど上位でのフィニッシュもあったが、3度のリタイヤと6度のポイント圏外完走が響いて年間ランキングは17位に留まった。
2011年はBQRチームに移籍、この年が最後の開催となる125ccクラスに戻ることとなった。なおBQR125ccチームはこの年パリス・ヒルトンの支援を受け、エントリーチーム名は「ブルセンス・バイ・パリス・ヒルトン・レーシング」となる。

## ロードレース世界選手権 戦績
| シーズン | クラス | バイク             | 出走 | 優勝 | 表彰台 | PP | ポイント | シリーズ順位 |
| -------- | ------ | ------------------ | ---- | ---- | ------ | -- | -------- | ------------ |
| 2003年   | 125cc  | アプリリア         | 4    | 0    | 0      | 0  | 0        | -            |
| 2004年   | 125cc  | アプリリア         | 16   | 0    | 0      | 0  | 29       | 19位         |
| 2005年   | 125cc  | アプリリア         | 16   | 0    | 1      | 1  | 68       | 12位         |
| 2006年   | 125cc  | アプリリア         | 16   | 0    | 5      | 0  | 160      | 5位          |
| 2007年   | 125cc  | アプリリア         | 17   | 1    | 3      | 0  | 160      | 7位          |
| 2008年   | 125cc  | アプリリア         | 17   | 1    | 1      | 1  | 83       | 12位         |
| 2009年   | 125cc  | アプリリア         | 16   | 1    | 5      | 0  | 141      | 5位          |
| 2010年   | Moto2  | ポンス・カレックス | 17   | 0    | 1      | 0  | 67       | 17位         |
| 2011年   | 125cc  | アプリリア         |      |      |        |    |          |              |
| 合計     |        |                    | 119  | 3    | 16     | 2  | 708      |              |